# مایکل هپبورن
مایکل هپبورن (انگلیسی: Michael Hepburn؛ زادهٔ ۱۷ اوت ۱۹۹۱) یک دوچرخه‌سوار اهل استرالیا است. وی در مسابقات کشوری و بین‌المللی در مجموع برندهٔ ۷ مدال طلا، ۵ مدال نقره، ۳ مدال برنز شده‌است.